# Полонна
Полонна (пол. Płonna) — теперішній присілок, а колись стародавнє лемківське село в гміні Буківсько Сяноцького повіту в Підкарпатському воєводстві (раніше — Львівському воєводстві) Республіки Польща.
Полонна лежала на полонині північного схилу Карпат, у Нижньому Бескиді. Українське населення виселено у другій половині 1940-х pp. Станом на 2006 р. населення складає 20 осіб.

## Географія
Давнє українське село Полонна, що на Сяніччині, розташоване на північному узбережжі Нижнього Бескиду, де зливається кілька струмочків у річку Полонку, а та спливає у річку Ославу. Село знаходиться на висоті 450 м над рівнем моря; оточене невеликими горами, найвища з яких — Репідський Верх (706 м), що на півдні, й дещо нижча на півночі — Високий Ліс (649 м). Третя за висотою (570 м) лежить на сході, й найменша на заході — Кругла (482 м). За своїм площею, що охоплює майже 19 квадратних кілометрів, Полонна є одним з найбільших поселень у районі.

## Назва
Ймовірно, що назва села походить від назви тутешньої річки Полонки, хоч є думка, що цю назву взято від слова полонина, яке означає міжгірську низину, саме таку, у якій воно лежить.

## Історія
Історичні записки вказують, що село було засноване за волоським правом поселення, а перші згадки про його існування походять з початку XV століття. Але, можливо, воно виникло раніше, себто в період, коли Сяніччина належала до Галицького князівства, оскільки його назва має український родовід. Від початку свого існування, воно було приватною власністю, а його управителі часто мінялися і в селі не жили. Прижився тут лише рід Трусколяських, який володів селом аж до початку ХХ ст., коли перепродав своє майно греко-католицькому священникові із Сяніка о. Омеляну Константиновичу.
Уже в ранній період Полонна мала фортечний двір з оборонним валом, а також дерев'яну церкву, яку потім спалили татари разом з мешканцями та їхнім священиком. Згодом на її місці поставлено муровану каплицю, яка служила вірянам аж до 1790 р., коли за сприянням тодішнього власника села, Антонія Трусколяського споруджено нову муровану церкву з гробницею й окружним кам'яним муром. З часом збудовано й муровану дзвіницю та муроване приходство з господарськими будинками, а парафію наділено 74-ма гектарами ґрунту. Водночас розбудовувалось і село, яке за зразком гірських поселень розділилось на горішню й нижню частини, посередині яких розташувались: церква й каплиця, двір і школа, та домівка й корчма. До початку Другої світової війни в селі було 200 хат і проживало понад 1300 українських жителів, а поруч з ними три єврейські, одна польська й одна циганська сім'ї.
В літературі публіцистичній, а деколи й популярно-науковій, Полонну вважають лемківським селом, бо воно лежить на західньому боці річки Ослава, яку зазвичай вважають лемківсько-бойківським кордоном; але з такою тезою погоджуються не всі дослідники. Зокрема не згоден визначний етнограф і відомий лемкознавець Роман Рейнфусс. На його думку село Полонна, а поряд з ним Куляшне, Височани, Кам'яне, Карликів, Петрова Воля, Токарня та Прибишів є ані лемківськими, ані бойківськими селами; по суті, це окремий анклав поселень, які швидше схожі на долинян; тобто невелику етнічну групу, що межує з ними на північному сході. Таку думку поділяє й авторитетний дослідник українських говірок у Польщі Михайло Лесів, який вбачає тут ще й мовну відмінність, а зокрема відмінність наголосу слів; у лемків наголос постійний, завжди на другому складі слів від кінця; тим часом у говірках названих поселень наголос вільний, як у загальній українській мові. Отже, Полонна не є лемківським селом, і саме таким вважають і його мешканці, які лемками себе не рахують.
На зламі ХІХ і ХХ століть, по всіх українських землях, а зокрема в Галичині, йшов процес національного відродження, а водночас занепадав рух москвофільський. Тому нічого дивного, що цей процес дуже хвилював царську владу, яка чекала нагоди, щоб якимсь чином цей процес припинити. Така нагода з'явилась, коли вибухла Перша світова війна, а саме коли Росія захопила Галичину. Ось тепер, царський режим згортав усе, що було українське; особливо тутешню інтелігенцію й греко-католицьке духовенство, а відтак нав'язував свої імперські ідеї. До оцього антиукраїнського наступу зразу приєднались місцеві москвофіли; вони вітали царські війська з церковними почестями наче визволителів, а юних земляків, що служили в австрійській армії закликали переходити в армію російську. Однак їхні заклики не мали відгуку, бо царський окупант свободи не приніс, та ще й став жорстоким гнобителем.
Нелегкою була доля й тих українців, що проживали під австрійським режимом. Щоправда, тут переслідували їх не за українство, а за нав'язувані їм полсьськими аґентами проросійські симпатії, за які влада заганяла їх у концтабір у Талергофі. Ось таким чином попав туди й полонський дяк Яків Ананевич, відомий громадцький діяч і присяжний районного суду у місті Буківсько, якого згорнули разом з двома місцевими москвофілами, а саме: вчителем Костянтином Гриняком і парохом Володимиром Заяцьом.
Під час першої світової війни у «Січові Стрільці» пішло чимало полонських юнаків: Іван Гойсан, Ілько Демчур та Іван Цалинський.
1918 Село Полонна належало до складу: Команецька Республiка/( Команчaнська Респyбліка Вислоцька Респyбліка, Східно-Ле́мківська Респу́бліка) — державне утворення, що об'єднало під гаслом єдиної української національної та державної ідеї 35 лемківських села, але була ліквідована через 3 місяці після свого утворення.

### Суспільно-національне відродження
Новий польський режим від перших днів свого існування різко переслідував українських активістів, але доволі прихильно ставився до москвофілів, тому нічого дивного, що вони скоро стали його союзниками. Не інакше було і в Полонні, де місцеві москвофіли, які повернули з Талергофу, рішуче виступили проти українського відродження. Вони переконували мешканців, що русини вірою та кров'ю споріднені брати великоросів і тому творення українських організацій вважали недоцільним. Однак їм вдалося звабити лише кількох селян, серед яких були: Іван Кутен (Мирдак), Михайло Лозик (Рідуш), Олексій Пилат і Андрій Старошак. Отже вони підтримки тут не мали, та ще й несподівано втратили свій провід, бо нагло помер їхній лідер Гриняк, а його соратник, о. Заяць трагічно загинув, коли долав возом річку Сянічок. Таким чином, тут прийшли нові управителі; а саме вчителька Ярослава Павлюк і парох о. Володимир Колинський. Як нові управителі, вони зразу влилися в громадську діяльність і невдовзі стали місцевими лідерами. Незабаром до них приєднався новий активіст, а саме — випускник загальноосвітніх курсів у Перемишлі Олексій Галущак. За його ініціативою наприкінці 1925 засновано церковний хор і діловий кооператив «Надія», а згодом громадську світлицю й читальню, де крім різних книжок, були й такі часописи, як: «Батьківщина», «Діло», «Зоря», «Надія», «Новий Приятель» і «Новий Час». Дуже активно діяли: дитяча бібліотека й дитячий музичний ансамбль під керівництвом о. Володимира Гайдука, та ще й танцювально-хоровий колектив, яким керував маєстро Бойко з Буківська. Поруч з культурно-освітньою діяльністю велись і практичні курси, а саме: курси вишивання, трикотажу й куховарства. Село мало також свою кооперативну крамницю, якою завідував Олексій Галущак.
Суспільно-культурний розвиток села, а особливо його національне відродження, не було до вподоби владі. Не раділи й москвофіли, тому охоче зводили наклепи на громадських діячів, яких потім влада залякувала та нав'язувала їм спровоковані штрафи й судові процеси. Саме такі негаразди виникли після виборів до сейму у 1928 р., коли український кандидат Василь Попадинський набрав тут 72 % голосів. От і за це, влада мстила активістам, а з другого боку заманювала молодь польським етносом. Розраховуючи на підтримку своїх прихильників влада задумала заснувати в селі пропольську парамілітарну організацію «Стшелци», комендантом якої мав стати місцевий контрабандист Іван Гойсан в обмін за толерантне ставлення влади до його нелегального бізнесу. Отож, установчі збори мали пройти на початку літа 1930. Але молоді активісти, себто: Олексій Галущак, Дмитро Крияк і Степан Ананевич провели агітаційну роботу проти такої акції; а відтак скликали молодіжні збори й вирішили створити власну організацію. Унаслідок обдуманих заходів акція «Стшелци» провалилась, а в Полонні виникла своя молодіжна спілка «Луг», яка під керівництвом Дмитра Кряка почала активну культурно-освітню роботу. Саме за її ініціативою та фінансовою підтримкою «Просвіти» в селі щороку відбувались весняні Шевченківські концерти і популярні осінні фестини.
Тим часом наближався 1935 рік, а з ним чергові вибори до сейму. Отож владна структура почала агітацію за свого кандидата, якого підтримав і сам Стефан Макух — відомий комуніст і соратник «русинських хліборобів» із села Туринське. Він приїхав до Полонни і особисто умовляв жителів голосувати за провладного кандидата. Але вони знехтували його закликом і проголосували за українського кандидата, який набрав понад 80 % голосів.
Провал акції «Стшелци» й поразка провладного кандидата спричинили подальші політичні репресії. Їх першою жертвою стала популярна вчителька Яарослава Павлюк, яку за доносами місцевого москвофіла Івана Кутена відправили звідси в невідомому напрямку. Відтак на її місце призначили польського вчителя Юзефа Кравчика, а згодом ще дві інші польськомовні вчительки: Яніну Рибак та Євгенію Рембіш, і таким чином в селі не стало українського вчителя. Але владі не було цього достатньо і тепер взялася за о. Володимира Гайдука, який совісно виконував свою душпастирську місію, а водночас вів успішну громадську діяльність. Його популярність і суспільна активність дуже дратували владу, тому вона й вирішила його прибрати. Отож, незабаром його обвинуватили в ширенні українського націоналізму, бо розповсюджував українські дитячі журнали: «Дзвіночок» і «Світанок». Саме й за це його подали в суд. Але в суді справа провалилась, проте влада не заспокоїлась і почала пароху готувати нову пастку. Привід знайшовся, коли було створено Апостольську адміністрацію Лемківщини, до якої приєднано й Полонну. З тої нагоди, новий екзарх о. д-р Василь Масцюх наказав проголосити по церквах своє пастирське послання, яке за змістом було москвофільським і пропольським. Отже нічого дивного, що полонські віряни покинули храм, коли це послання зачитував о. Гайдук. І саме непокора вірних стала приводом його відставки і призначеня нового пастиря о. Володимира Дубляницю, який був байдужим до національних справ і швидше цікавився розвагами, ніж громадськими справами; тому його і не дуже тут поважали.
Слідкуючи за місцевими активістами, режим водночас шукав нових соратників, бо ізольовані громадою москвофіли не були ефективними. Отож влада використовувала різні засоби, щоб звабити нових надійних союзників. Спостерігаючи за її інтригами, громада помітила, що до таких жителів села, як Іван Гойсан, Дмитро Ксьондз, Іван Мицьо та Тимотей Мицьо режим ставився толерантно, а навіть прихильно. Тому селянам було незрозуміло, чому Іван Гойсан безкарно міг займатисяся контрабандою і яким чином Івану Мицьо вдалося отримати державну посаду дорожника.
У своїх репресійних заходах щодо громадських активістів режим успішно маніпулював усякими наклепами і провокаціями. Використовуючи оті засоби, влада вирішила прибрати й непокірного активіста Олексія Галущака. Спочатку карали його різними штрафами й арештами, а потім погрожували в'язницею та навіть концтабором; проте він довго не здавався. Але коли узнав, що йому загрожує концтабір у Березі Картузькій, він вирішив покинути село й у 1936 р. подався на еміграцію до Уругваю. Його виїзд став дуже відчутним у житті громади; однак суспільно-національна робота не припинилась, а її активісти не здавались. Саме у цей критичний час до них приєднався новий діяч — Іван Мицьо, який досі тримався подальше від громадського руху, оскільки був на державній посаді. Але коли його звільнили, він зразу став членом «Просвіти» й активно включився в діяльність культурного життя. Обдарований театральним хистом, він почав успішну роботу з виставами, й невдовзі за його постановкою жителі села могли дивитись популярні п'єси, а зокрема: «Дай серцю волю», «Наймичка» й «Катерина».
Паралельно зі суспільно-культурним розвитком села йшов і процес сільськогосподарської діяльності. Селяни поступово вдосконалювали свої господарства, купували нову аграрну техніку, засвоювали нові хліборобські методи та вживали нові добрива, а водночас вирощували нові види зерна й бульби. У їхній діяльності, у пригоді стала ділова організація «Надія», яка постачала продовольство і професійні поради, а на юридичному полі допомагали свої юристи: д-р Остап Жук та Володимир Константинович із сусіднього Буківська. В матеріальному плані важливу роль зіграли тутешні заробітчани, які надсилали з-за кордону фінансові ресурси, а деякі з них повертали до села й тут у місцевого дворянина Константиновича купували землю та закладали новітні ферми. Саме таку ферму заснував Андрій Прядка, господарство якого стало зразковим не лише у Полонні, але й в околишніх поселеннях. Водночас, унаслідок сільськогосподарського розвитку тут почали виникати малі підприємства. Зокрема запрацювали: млин і тартак Івана Кремки, оліярня Олексія Пилата й кузня Олексія Левчака, а поруч з ними кравецькі майстерні — жіноча Марії Стецько та чоловічі: Єнджея Хшонща й Дмитра Ксьондза. Село мало теж кооперативну крамницю, поруч яких діяли ще й три приватні: Степана Ананевича, Берка Моріца та Ілька Стецька.
Отже за цей недовгий, міжвоєнний період, Полонна стала відносно розвинутим і стабільним селом, і лише в церковному житті не було спокою, оскільки часто мінялись священнослужителі, де крім пароха о. Колинського, усі інші не служили довго, а чомусь і їхні долі були доволі складними. Отож, найдовше з них служив о. Колинський, який помер у 1935 і був похований на місцевому цвинтарі. Тим часом його наступник, о. Михайло Гайдук не прослужив навіть року, бо влада заслала його в село Красна біля Коросна, а звідти в село Глудне неподалік Динова, де після війни вбила його польська боївка. Складною була й доля його наступника о. Володимира Дубляниці, який служив тут лише протягом 1936 року й відбув у село Липовець поблизу Риманова, а звідти в село Красна. Відтак у 1945 р. переїхав в Україну, до села Винятинці Заліщицького району, де приєднався до російського православ'я. Але згодом його покинув і пішов у греко-католицьке підпілля, за що був репресований, отож внедовзі й помер. Схожою була доля і пароха Володимира Смулки, який служив у Полонні протягом 1937—1939 рр. Відтак виїхав у село Диків поблизу Любачова. Звідси у 1946 р. був депортований в Україну до села Бориничі, де приєднався до московського православ'я і згодом став місцевим настоятелем; тут він помер і тут його поховали. Останнім полонським парохом був о. Іван Ференц, який прослужив до 1945 р., тобто до часу депортаційних акцій, унаслідок яких покинув село. Його подальша доля невідома; імовірно він разом із дочкою Лідою опинився на Словаччині. Тим часом, його молодший син Юрій загинув безвісти в рядах УПА, а старший Микола служив у дивізії «Галичина» і згодом опинився в канадському місті Гамілтон, де й помер.

### Воєнні лихоліття
У 1939 році в селі мешкало 1170 осіб, з них 1145 українців-греко-католиків, 10 українців-римокатоликів і 15 євреїв. Село входило до Сяніцького повіту Львівського воєводства.
Наприкінці міжвоєнного періоду не було спокою й у самій Європі; політична ситуація стала дуже напруженою, оскільки Гітлер вимагав перегляду кордонів. Саме під тиском його домагань і збройних погроз розпалась Чехословаччина, від якої відокремилась Закарпатська Україна і стала незалежною державою. Але невдовзі на ту молоду державу напав мадярський агресор. На її захист поспішили українські хлопці з усіх куточків Галичини. На допомогу пішли й полонські юнаки, а саме: Ілько Демчур, Іван Гойсан, Дмитро Кряк, Микола Секелик, Василь Стецько, Михайло Фінчак і Григорій Хир. В бою під Хустом загинув Григорій Хрін, а Василя Стецька захопили в полон і загнали у польську тюрму. Тим часом інші бійці героїчно боролися з агресором, але попри те Закарпатська Україна довго не вистояла. Незабаром після її падіння німецький агресор напав на польську державу, яку й скоро захопив. Таким чином, тут прийшли переможні німці, які зразу почали вирішувати расове питання. Невдовзі «загостили» й до Полонни, де мали прибрати циганську сім'ю Максима Льольо. Саме у той час його сліпий калікуватий синок виконував на скрипці віденський вальс. Почувши його чарівну музику, жандарми припинили сплановану акцію, й почали слухати славетного вальсу, а коли хлопчина закінчив свою гру, вони наче зачаровані залишили сім'ю й покинули село.
Поряд з циганами нацисти прибирали тут і євреїв. Отож вони звозили їх з околишніх поселень до полонського двору, де розділяли їх на окремі групи й відправляли у концтабори. У самій Полонні залишилася ще одна єврейська сім'я Мотя, бо дві інші (Дуета й Моріца) покинули село ще до приходу нацистів. Отож невдовзі жандарми вдерлись у житло Мотя, де жорстоко побили його, дружину й сина Боруха, а тоді виштовхнули їх на вулицю й усіх розстріляли. Два інші їхні сини уникнули екзекуцій; старший з них Шимко якраз тоді заховався на горищі Анни Музики, а відтак подався в село Пораж, де переховувався його молодший брат Зильо. Однак жандарми і тут скоро їх розкрили. Поталанило тільки їхній сестрі Буні, яка скористалась документами місцевої подруги Катерини Галаси й таким чином безпечно залишила село.
Німецький окупант до українців ставився доволі толерантно. Щоб мати їхнє сприяння, він дав їм кращі умови національно-культурного розвитку, ніж вони мали під польським пануванням. Отже їхнє суспільно-культурне життя дуже пожвавилось, а саме: виникла нова українська преса, нові творчі колективи, свої українські школи, а в установах можна було спілкуватись рідною мовою, бо чиновниками здебільшого були українці.
Тепер в Полонні активно діяла бібліотека й читальня, театральний і хоровий колективи, а місцева школа стала вповні українською. Тут навчали свої вчителі: Роман Мостиський з Ходорова — колишній закарпатський стрілець (убитий польською бандою), Віра Кряк із Житомира і місцевий парох, о. Іван Ференц та його дружина Марія. Село мало також свого місцевого посадовця. Саме ним став Івана Мицьо, що поруч із війтом займав чільний пост в управлінні гміни Щавне. Отож, складалось враження, що тут, як і в інших поселеннях, все було своє. Тому й українці відчували начебто мали свою владу, а можливо, що матимуть і свою державу. Тим часом, влада працювала не для них, а для окупанта і власної вигоди. Самі посадовці нерідко брали хабарі, в обмін за менші податки або невисилання податків або остарбайтерів до Рейху. Але попри те, вони солідно справлялись зі своїми обов'язками, а зокрема терміново відправляли окупанту контиґенти харчової продукції та робочої сили. Отож, лише із самої горішньої Полонни відправлено до Рейху майже півсотні остарбайтерів: Анна Ананевич, Дмитро Ананевич, Лука Ананевич, Павло Ананевич, Василь Вархоляк, Григорій Вархоляк, Марія Вархоляк, Микола Вархоляк, Теодор Вархоляк, Петро Вархоляк, Катерина Гаркас, Катерина Іронка, Михайло Іронка, Параскевія Кабаль, Пелагія Кабаль, Катерина Курінка, Степан Левицький, Теодор Левицький, Андрій Лукач, Дмитро Милий, Катерина Мила, Анастасія Михайлів, Анна Осів, Дмитро Осів, Михайло Осів, Петро Осів, Пелагія Остаф, Параскевія Павлишин, Марія Пісік, Анна Прядка, Микола Прядка, Пелагія Прядка, Степан Прядка, Дмитро Реєнт, Катерина Реєнт, Марія Реєнт, Михайло Слапка, Михайло Секелик, Дмитро Сухина, Катерина Турнак, Іван Фінчак, Петро Фінчак, Розалія Целеп та Адам Ципцар. Водночас, поруч з робочою силою із села вивезли ще й церковний дзвін, званий «Дзвоном Пампушкані», але покищо залишили три інші, які потім мешканці десь закопали, але досі невідомо, що далі з ними сталося.
Незважаючи на лихо, заподіяне нацистами, частина української еліти й надалі надіялась на німецьке сприяння в змаганнях за рідну державу. Саме з таким наміром було створено українську дивізію «Галичина», яка поруч з Вермахтом мала виборювати свою незалежність. В її загони пішли й хлопці з Полонни: Василь Шимський (загинув), Марко Грицько (загинув), Йосафат Гойсан (вижив), Петро Цалинський (вижив), Микола Ференц (вижив) та Іван Когут (вижив). Однак, боротьба «дивізійників» за українську державу почалась у той час, коли німецька армія вже не йшла вперед, а помітно відступала назад. Таким чином, уже наприкінці літа 1944 р., бойовий фронт наблизився в район Полонни і незабаром німецькі солдати прийшли до села, де у приміщеннях місцевої школи, церкви та двору влаштували військовий шпиталь. Однак вони тут довго не затримались, бо на село почали падати радянські бомби, внаслідок чого загинуло кільканадцять його мешканців і згоріли 42 хати.

### Радянський лад
Коли бойовий фронт перекотився, у селі з'явились червоноармійці, які нахабно забирали в селян харчові продукти й худобу. За ними прийшла нова окупаційна влада на чолі з капітаном і двома старшинами. Вони негайно розташували свій штаб, а відтак скликали мешканців на майдан, де зі словом виступив Іван Мицьо, який привітав їх наче братів-визволителів — ввічливо і зворушливо, а капітан подякував за дружній привіт і закликав жителів села до співпраці та спільної боротьби з німецькими фашистами. Відтак, створив свою поліцію, до якої першими вступили два сини Івана Мицьо: Андрій і Мирон, а поряд з ними Андрій Машляний і Тимотей Вархоляк. Потім до них приєднались ще інші юнаки з сусідніх поселень. Новостворена поліція на практиці займалась не громадським порядком, а служінням Червоній армії, а зокрема розшуком її дезертирів, та особистими справами капітана.
Як людина, капітан був веселої вдачі: дуже любив горілку й гарних дівчат, з якими знайомився владно, а нерідко і скандально. Ось таким було його знайомлення з Марійкою Палинською з Репеді, яка гостювала в селі у родички Анастасії Прядки. Саме тут він її помітив і вона з першого погляду сподобалась йому. Отже він доручив своїм поліцаям запросити її до себе «в гості» і вони зразу за нею подалися. Першим зайшов до хати Андрій Машляний і совісно порадив дівчині заховатися, що вона і зробила. Тоді прийшов його компаньйон Мирон і спитав де дівчина; йому сказали, що пішла додому. Але він не повірив та зробив обшук і знайшов дівчину під ліжком; а відтак звідси її витягнув і відправив бідолашну капітану.
З часом у капітана виникла ще інша фривольна розвага, а саме: він задумав одружитися з місцевою панянкою. Отже за його дорученням поліцаї підшукали підхожу «наречену», якою стала місцева дівчина Марія Стецько. Потім вони підготували шлюбну церемонію; а тоді парох з наказу жениха повінчав молодих у присутності Івана Мицьо і заступника капітана, а відтак відбулась гучна гульба. Кумедне подружжя не тривало довго, бо капітан незабаром покинув і село з молодицею.
Незважаючи на чисельні гулянки, капітан успішно справлявся зі своїми військовими обов'язками; а зокрема з набором новобранців до армії. Ось для тої мети створив рекрутську комісію, членами якої стали: Іван Мицьо, о. Іван Ференц, Степан Ананевич і Теодор Базар (згодом він загинув від пострілу під час капітанської п'янки). Роботою комісії особисто керував сам капітан, тому й вона змогла відправити звідси чимало бранців, з яких на війну пішли: Дмитро Ананевич, Павло Ананевич, Михайло Базар, Григорій Вархоляк, Ілля Вархоляк (загинув), Дмитро Диджик, Степан Диджик, Михайло Захар (загинув), Григорій Каванка, Михайло Когут (загинув), Михайло Кремко, Олексій Кряк, Дмитро Кряк, Дмитро Кулик, Степан Курінка (загинув), Дмитро Лозик, Теодор Лозик, Максим Михальцьо, Петро Михальцьо, Теодор Мицьо, Дмитро Остап, Яків Прядка (загинув), Ілля Турко, Микола Секелик, Іван Секелик, Ілля Стецько, Лука Стецько, Олексій Сухина, Семен Хліб, Дмитро Яцила (загинув).
Війна й надалі продовжувалась, а фронт скоро просувався на захід і вже наприкінці 1944 р. Закерзоняя було зайняте Червоною армією. Але на жаль, згідно з Ялтинськими домовленостями воно було відлучене від решти українських земель і приєднане до Польщі. Водночас було рішено, що його корінні жителі мають бути переселені на Радянську Україну. Услід за тим почалась масштабна агітація, пропагандисти якої заманювали людей до виїзду з рідних земель. Однак їхня аґітація не мала успіху. Марною виявилась і в Полонні, оскільки звідси добровільно виїхало лише кілька сімей, а саме: Анастасія Ананевич (Броня), Іван Ананевич, Дмитро Вархоляк (Мельник), Дмитро Кірик (Брецко), Іван Осіва (Турко), Петро Секелик, Михайло Хир (Чупира) та циганська сім'я Максима Льольо. Усі вони виїхали у грудні 1944 р. і поселились на Миколаївщині, де почали нове життя. Однак циганська сім'я не прижилась і внедовзі якимсь чином повернула назад. Саме у той час у селі завершувалася «місія» радянської влади й капітану довелося приймати важливі рішення. Насамперед він розпустив рекрутську комісію, яка вже була зайвою, бо усіх боєздатних чоловіків відправлено на війну. Потім обдумав справу поліцейських, які теж були зайві, але покищо не розпускав їх. Але невдовзі він скликав їх до полонського двору нібито на важливу нараду і тут наказав їм скласти зброю, а відтак їх загнав на фронт. Пощастило однак братам Мицьо: Мирону й Андрію; їх капітан чомусь помилував і вони не пішли на війну. Тепер капітану довелось рішати ще й особисті питання. Зокрема питання молодиці, яка тепер уже заважала йому; і насправді він не думав її забирати з собою, бо вона, так би мовити, була його «сезонною жінкою». Тому він просто покинув її, а принижена дівчина залишила село і подалася на Словаччину, де згодом вийшла заміж і почала нове життя.

### Депортаційні операції та самозахист
Із виїздом капітана та його штабу в селі стало спокійніше. Проте цей спокій не тривав довго, бо вже на початку 1945 р. на сусідні українські села почали нападати польські банди з Буківська й Небищан. Спочатку були це нічні рейди, а потім уже за участю війська й денні, у ході яких злочинці грабували майно, катували людей і палили їхні хати. Позбавлені будь-якого захисту, селяни почали організувати самооборону у вигляді варти, чергові якої стежили за рухами нападників і сповіщали про зловісні наступи. Відтак жителі з прихопленим майном подавались до лісу. Однак не всі встигали й через це втрачали все, а нерідко і життя. Але й ті, що встигали, часто не мали куди повертатись, бо їхні садиби були уже спалені.
Діючи самотужки і без будь-яких збройних засобів, самооборона не була спроможна захищати своїх побратимів. Саме у цей тривожний час вперше з'явились тут упівці, з приходом яких почав виникати місцевий підпільний рух. У самій Полонні він почав формуватись наприкінці весни 1945 р., коли до села прибули кущовий «Бурлака» з референтом «Макаренком» і заснували тут станицю підпільного руху. Отже тепер члени полонської самоборони почали приєднуватись до партизанського руху. Одним з перших, хто пішов звідси в підпілля, був Петро Гойсан («Ворон»), який згодом прорвався рейдом в Німеччину, а відтак уже як розвідник повернувся в Польщу, де у 1954 був арештований і засуджений до смертної кари, яку потім замінили на довічне ув'язнення, але через 15 років був звільнений.
Услід за «Вороном» пішло ще майже чверть сотні його побратимів, подальша доля яких склалась по-різному, а саме: Ананевич Гнат — зв'язковий (проникнув в Україну), Базар Дмитро (проникнув в Україну), Базар Михайло (попав у концтабір Явожно), Галаса Дмитро (вижив), Іван Галаса — «Граната» (загинув), Диджик Степан (вижив), Коцан Антон (15 років в ув'язненні), Левицький Михайло (загинув), Лозик Марія — станична (15 років в ув'язненні), Лукач Дмитро (загинув), Михайлів Михайло (проникнув в Австрію), Мицьо Андрій — «Вернигора» (вижив), Мицьо Мирон -«Дух» (11 років ГУЛАГу), Паньків Дмитро (загинув), Пісік Федір (загинув), Прядка Василь (загинув), Старошак Михайло (загинув), Стецько Іван — «Калина» (вижив), Стецько Василь — «Хромовенко» (прорвався на Захід), Ференц Юрій (загинув), Цалинський Петро — «Орлик» (прорвася на Захід), Шийка Василь (вижив) і Шийка Іван — «Соловій» (вижив).
Полонські упівці здебільшого служили в сотнях: «Хріна», «Громенка», «Дідика» і «Стаха», а тутешня станиця, якою керувала Марія Лозик, належала до Куща «Макаренка». Отже, тепер полоняни вже не були зовсім беззахисні, бо нападники зустрічали партизанську відсіч. Саме таку відсіч дали тут бійці «Наливайка», які на початку червня 1945 р. відплатили міліції за розстріл братів Спехів із сусіднього села Прибишів. Невдовзі подібні бої відбулись і в довколишніх селах: Кожушне, Кам'яне й Карликів. Щоправда, зазвичай це були невеликі сутички, але бували й серйозні бої, після яких військові загони мстили цивільному населенню і нерідко вдавалися до масових злочинів, на зразок тих, які були скоєні у селах: Павлокома, де в березні 1945 р. замордовано 365 його мешканців, та Піскоровичі, де через місяць закатовано 400 жителів. Метою оцих нападів швидше був не реванш, а звичайний терор, який мав примусити українців покинути їхню рідну землю. Але, оскільки вони не здавались, влада вирішила викорінити їх військовою силою. Ось так зродилась ідея депортаційних операцій, які почались у прикордонних районах і поступово просувались на захід. Про їхнє наближення сповіщали сяйва неподалік палених поселень. Отож невдовзі отой жах досягнув і полонського довкілля. Уже наприкінці січня 1946 р. на сусіднє село Карликів напали бойовики підполковника Станіслава Плюти і вбили 32 мешканців та їхнього пароха Малярчика, і спалили більшість хат, а на день пізніше — неподалік звідти батальйон капітана Козири наїхав на Завадку Морохівську, де військові закатували 56 жителів і спалили ціле село. Незабаром після тих злочинів почались напади і на Полонну. Першою жертвою став тут Іван Базар, якого снайпер застрелив на порозі власної хати. Поруч нього другий військовий добив щойно пораненого підлітка Петра Біроша, якого з наказу злочинця у зручній позиції для стрільця, підтримували сусіди: Григорій Стецько й Степан Базар, а військовий стріляв в хлопця як в мішень. Тим часом поблизу звідси, інший військовий ударом карабіна вбив втікаючого Михайла Місика, а ще інший — замучив тортурами літнього й немічного Ілька Леньо.
Черговий напад на Полонну почався від вторгнення військових в садибу Андрія Прядки, де вони прийшли нібито шукати бандерівців, а насправді хотіли загарбати його корову. Але їхній намір розкрила дружина Анастасія і вона розпачливо намагалась зупинити цю крадіжку. Попри те грабіжник не поступився і повалив жінку пострілом. На поміч пораненій поспішив чоловік Андрій. Але в ту мить ударом карабіна напасник повалив і його, а відтак із-за пазухи нещасної забрав закривавлені гроші та ще й корову і покинув село, залишаючи бідолашних в оточенні ридаючих дітей. У той же самий час у нижньому районі села від подібної крадіжки захищала свою корову Юлія Воротила. Отож, вона прив'язала її до себе мотузкою. Але й тут грабіжник не здався; він жорстоко застрелив жінку, а відтак відрізав мотузку і загарбав свою здобич. Поряд із ним інші військові вбили Івана Кремцьо, Фенну Микету та Онуфрія Турнака, а в ході дальших нападів загинули ще й: Дмитро Вархоляк, Іван Грицько та Михайло Турнак. Загиблих мешканців села зазвичай хоронили без будь-яких церемоній і будь-яких надгробних знаків, а нерідко й поза цвинтарем.
Після кожного такого нападу на село деякі його жителі здавались; себто забирали залишки свого майна й подавались до пункту депортації в Загір'ї. Але й тут на їхньому шляху нападали на них поляки і забирали в них майно; нерідко останню корову чи останнього коня. Саме таке лихо спіткало Григорія Стецька, у якого за 5 км до збірного пункту польський військовий забрав єдиного коня. Отож обкрадений запряг у віз себе й дружину і самотужки з п'ятіркою дітей добрався до місця призначення. Але бувало, що не всі доїжджали до того місця, бо повертали їх свої партизани. Ось так не доїхала одна з колон полонських вигнаців, яких бійці «Хріна» завернули до села і тут на придворному майдані порубали й спалити їхні фури; а відтак взяв слово їхній командир, який пригадав присутнім, що це їхнє рідне село і їхня земля, тому не годиться її покидати. У той же самий час недалеко звідси — в придворному парку, — відбувалася публічна еґзекуція над трьома жителями села, а саме: Йосифом Мацедонським, Ільком Турко й Єнджейом Хшонщом, яких боївка «Гуцула» стратила через повішення за їхню зрадливу співпрацю з польким режимом.

### Операція «Вісла»та загибель села
У воєнні роки майже 70 % полонян покинуло село, яке по суті уже щезло, як щезло тут багато інших українських поселень. Ось можливо й тому, влада припинила подальші депортаційні операції, унаслідок чого склалось враження, що лихоліття закінчилось, і що життя стане нормальним. Але це були ілюзії, оскільки режим готував нову депортаційну операцію, відому як операція «Вісла». Її метою мало бути остаточне етнічне «очищення» Закерзонського краю; тобто виселення звідси усіх українців і розчинення їх у польському етносі. Приводом для здійснення злочинного задуму стала смерть польського генерала Кароля Свєрчевського, який наприкінці березня 1947 р. загинув від кулі українського підпілля. Отже місяць пізніше, польське військо провело масштабну операцію, а саме: оточило усі українські поселення й захопило усіх їхніх жителів, яких групами направляло до збірних пунктів, а водночас арештовувало запідозрених у співпраці з українським підпіллям. Із Полонни 28 квітня 1947 р. до збірного пункту Щавне відправлено 72 сім'ї (394 особи) та заарештовано дев'ятьох селян. Сімох із них, а саме Миколу Вархоляка, Михайла Базаря, Дмитра Лозика, Теодора Лозика, Андрія Лукача, Анастасію Шимську, Василя Шимського, Михайла Шимського та Параскевію Шимську відправили у концтабір в Явожні, а двоє інших: Андрія Лукача і Марію Лозик запроторили до в'язниці. Першого з них засудили до смертної кари й виконали вирок, а друга відбула ув'язнення і згодом еміґрувала в Канаду. Решту полонян загнали в товарні вагони й відправили на північ Польщі, здебільшого на Кошалінщину й Ольштинщину. Таким чином Полонна стало безлюдним селом, де залишились тільки дзвіниця й церква, яку перетворили на військову стайню.
Але з часом військо покинуло її; а тоді свої грабіжники з Височан: Андрій Гвозда і його брат Микола здерли з церкви бляху, а польські злодії з Буківська розграбували окружний церковний мур. Згодом влада вирішила заснувати в селі державну ферму, яку тоді звали «пегеєром». Таким чином, туди приїхали бульдозери і зрівняли село з землею, а будівельники поставили корівник, стодолу та інші господарські будинки. Водночас вирішено, що на господарстві працюватимуть в'язні з недалекої пробишівської тюрми; отже селяни були зайві. Однак з плином часу на ферму прибуло кілька польських сімей, а згодом і дві полонські, тобто: Ілька Стецька й Степана Коцана, які повернули після двадцятирічної депортації. Тепер вони знову проживали на рідній землі, але вже в чужому оточенні, де насторожувала збезчещена й позбавлена хреста церква. Попри те вони були раді, що збереглася дзвіниця, на якій ще стояв хрест і вони приходили до неї молитися. Однак це не всім подобалося, а декому почав заважати навіть той «український» хрест, який особливо дратував одного з польських жителів Небищан. Ось і він вирішив його повалити; й він зробив це. Проте, коли він його валив, тоді й сам упав на землю та поламав хребет, унаслідок чого й помер. Але у цей час почала валитись і сама комуністична система, а услід за нею й тутешній пегєер, який корупціонери скоро розграбували, а місцеву землю розкупили за безцінь. Відтак розвалилась і церква, занепала дзвіниця, а цвинтар заріс кущами; й полонське село, знову перестало існувати. У 1995 році підлога церкви провалилась. Під підлогою знайдено два гроби. Один порожній, а в другому — трумна з різними оздобами. Консерватор-поляк, не відкриваючи трумну, наказав ці гроби засипати піском, що й було зроблено. По кількох днях на поверхні знайдено розбиту трумну… Згідно документів, у трумні був похований дідич Троскулярський, який був меценатом церкви.
У той самий час, коли здавалось, що Полонна вже щезла з лиця землі, тут приїхав з далекого Слупська, що на півночі Польщі, Андрій Шкраван  — онук Дмитра й Анни Мицьо, які були депортовані звідси в ході операції «Вісла». Шукаючи слідів своїх предків, він знайшов залишки спрофанованої церкви, руїнну дзвіницю і запущений цвинтар. Це жахливе видовище дуже засмутило його, але водночас натхнуло ідею захисту щезаючих пам'яток. Щоб ту ідею втілити в життя, він почав шукати соратників свого задуму. Невдовзі до нього приєднались: греко-католицький парох з Команьчи о. Андрій Журав і Дмитро Турнак з Битова — також нащадок полонських вигнанців. Відтак він закликав земляків підтримати матеріально його ідею. Отож вони скоро відгукнулись і з усюди почали надсилати грошові пожертви; не лише з Польщі, але і з-за океану, з України. Саме таким чином, почались покрокові реноваційні роботи. Спочатку упорядковано й огороджено цвинтар, а потім в його центрі поставлено символічний дубовий хрест, до якого прикріплено плиту з прізвищами полонських родів. Відтак, 14 липня 2007 р., себто в 60-ту річницю операції «Вісла», цвинтар був освячений у присутності вірян, які прибули з різних куточків Польщі та з-за кордону. Здебільшого були це колишні жителі села, з яких найстаршою й найбільш жертвенною була Катерина Коцан. Торжественну літургію в супроводі оо. Івана Галушки й Богдана Кішко відслужив о. Андрій Журав. Урочиста подія завершилась поминальним обідом у церковному залі в Команчі, де присутні вирішили відновити ще й дзвіницю і забезпечити мури церкви. З плином часу усі реставраційні роботи завершено. Водночас на дзвіниці прикріплено плиту з короткою історією села, а поруч з церковними мурами заінстальовано копії вівтарних ікон з колишнього храму. У великій мірі усе це було зроблене стараннями наполегливого й невтомного Андрія Шкравана, який за рахунок свого вільного часу роками приїжджав до Полонни й активно вів усі захисні роботи, щоб полонські пам'ятки не щезли з лиця землі.

### Фотоматеріали‎

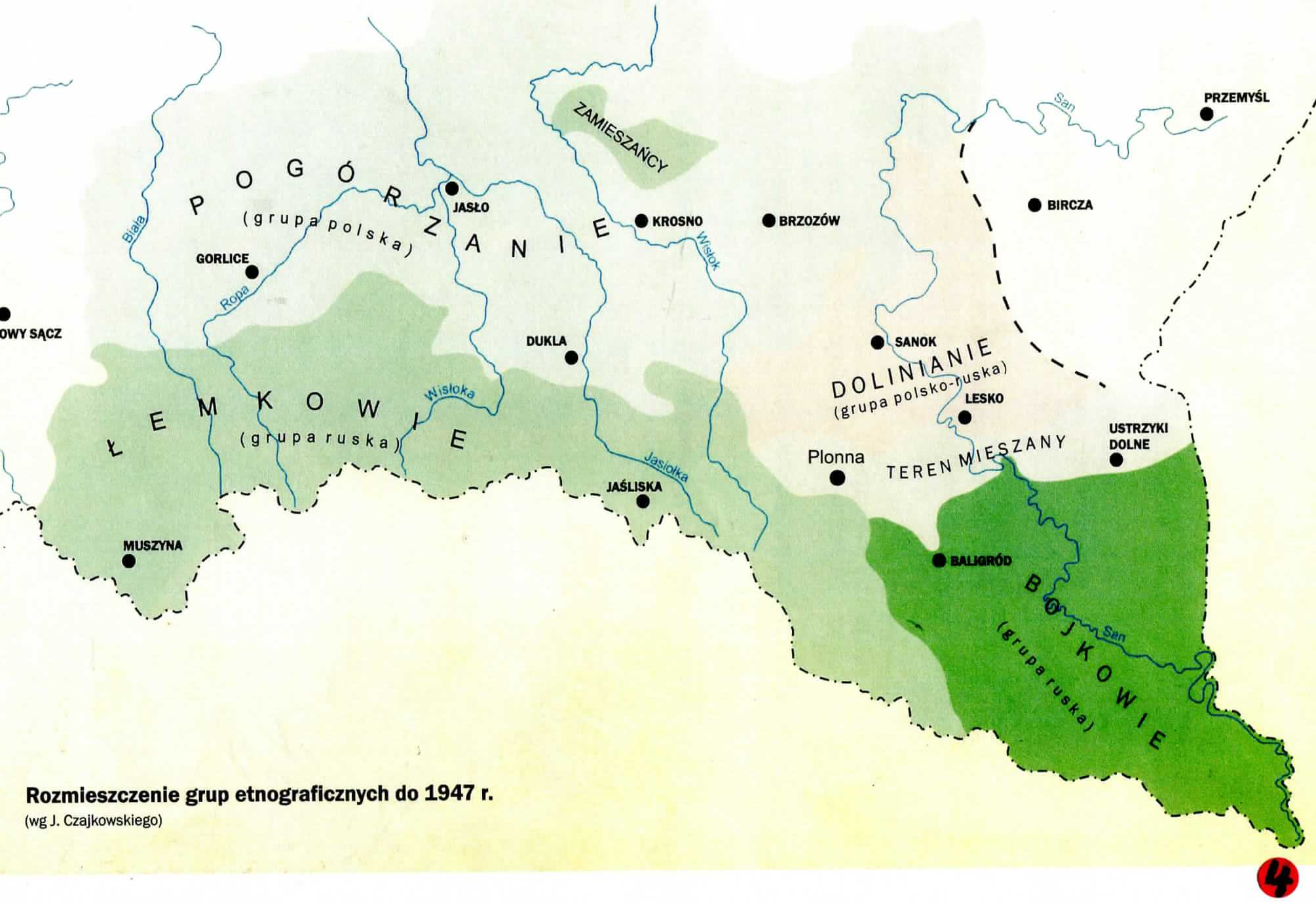
Карта№4 Полонна
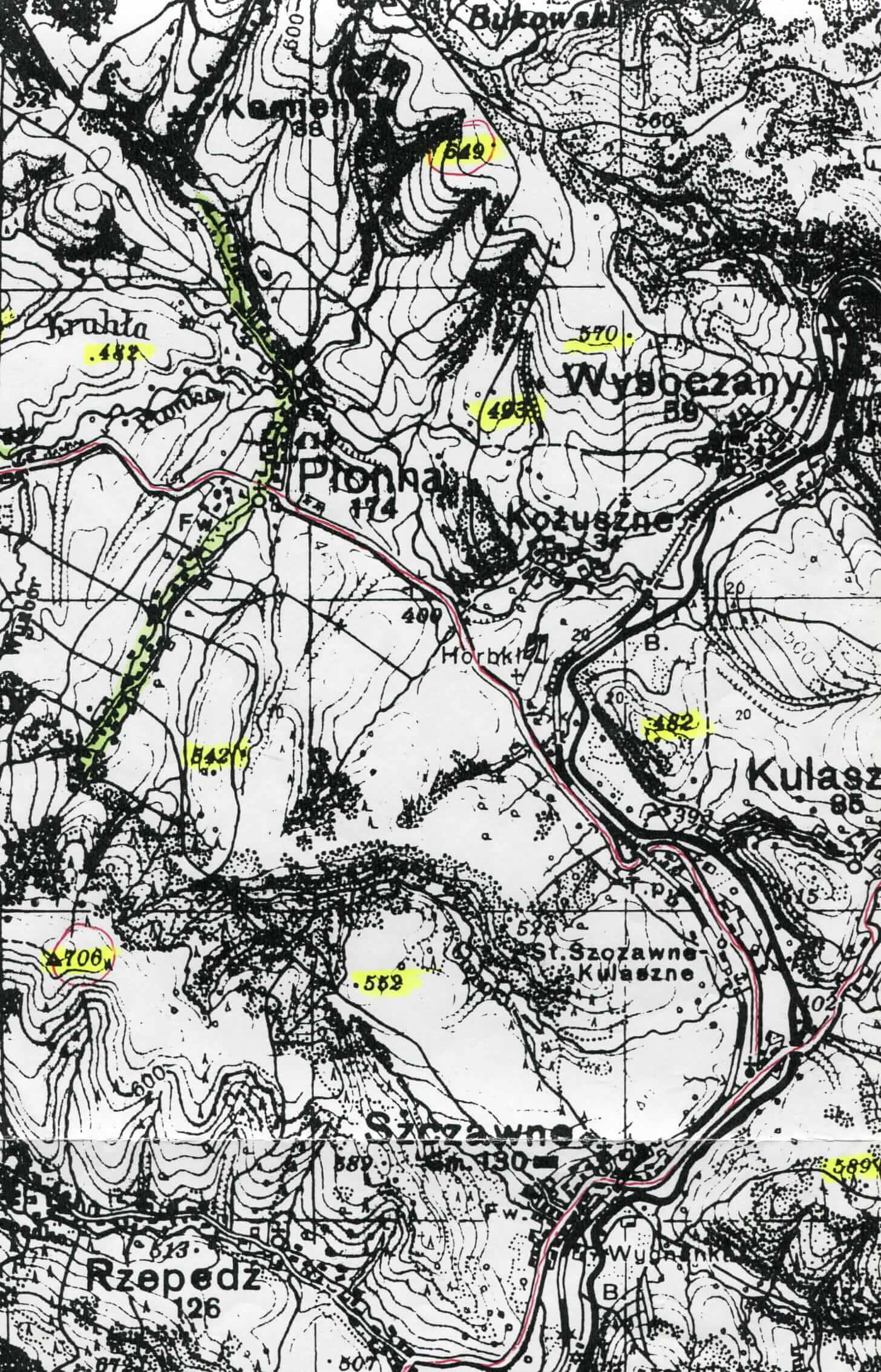
Карта№1 Полонна
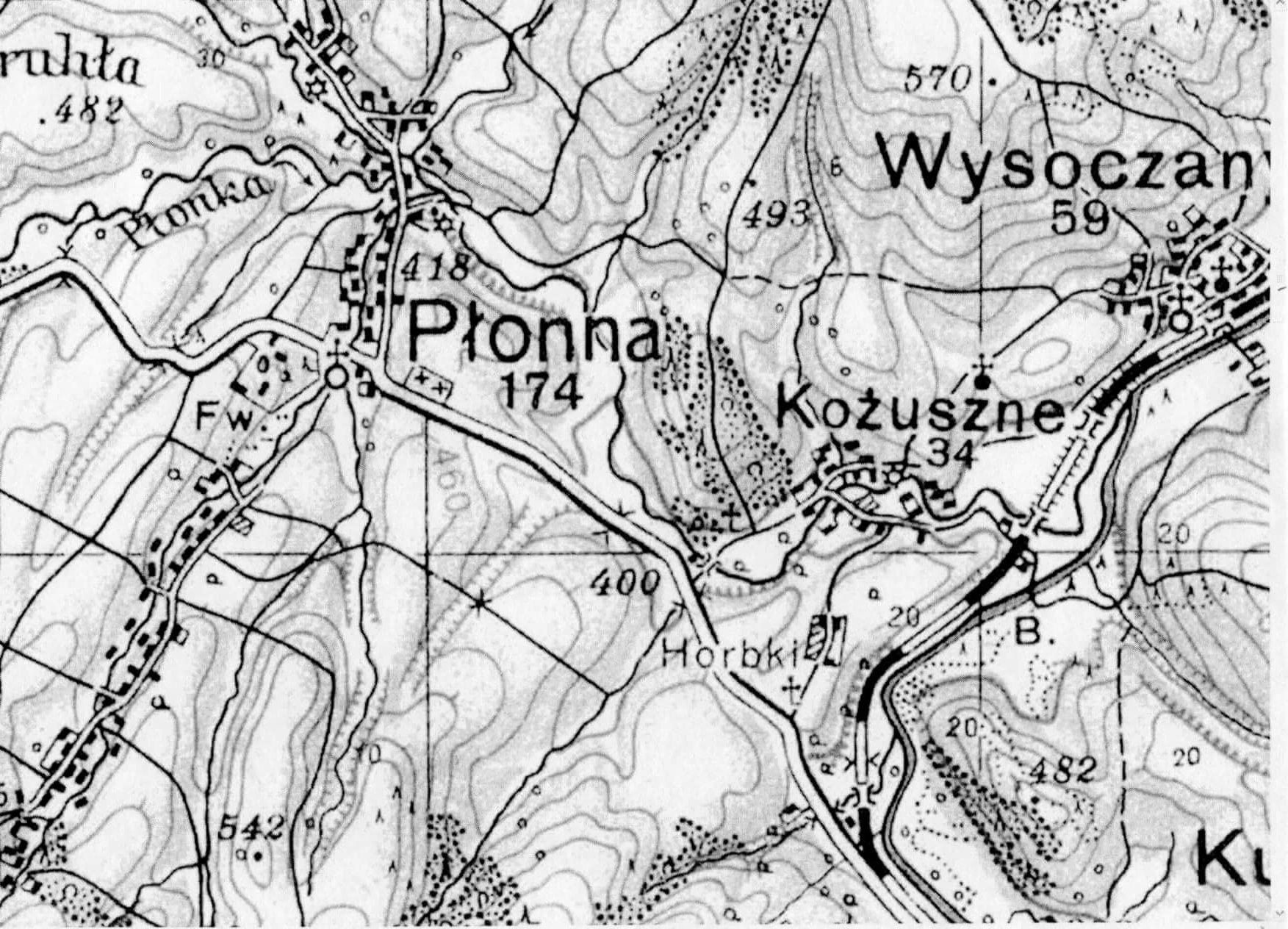
Карта№2 Полонна

## Використана література
- Галущак О., Спомини про минуле з Лемківщини, «Лемківщина» № 2,3, 4, Ню-Йорк 1982, № 1,2, Ню-йорк 1983.
- Гук Б., Закерзоння, т.1, Варшава 1994.
- Двотижневик «Наш Лемко» 1934—1939, Горлиці 2004.
- Ziemia Sanocka, Sanok 2004.
- Iwanusiw O., Church in ruins, St. Catharines 1987.
- Красовцький І., Солинко Д., Хто ми лемки?, Львів 1991.
- Лемківський Річник 2004, Криниця-Лігниця 2004.
- Леців М., Українські говірки у Польщі, Варшава 1997.
- Magura 07, Warszawa 2007.
- Misilo E., Akcja «Wisla», Warszawa 1993.
- Priadka A., Lemkowska odyseja, Koszalin 2005.
- Reinfuss R., Lemkowie jako grupa etnograficzna, "Prace i Materialy Etnograficzne ", t.VII, Lublin 1948.
- Slownik Geograficzny, Warszawa 1887.